# Evgenij Kychanov
Evgenij Ivanovich Kychanov (en russe : Евгений Иванович Кычанов), né le 22 juin 1932 à Sarapoul (république d'Oudmourtie) et mort le 24 mai 2013 à Saint-Pétersbourg (Russie), est un orientaliste soviétique et russe.

## Biographie
Evgenij Kychanov est un expert des Tangoutes et leur Empire médiéval des Xia occidentaux. De 1997 à 2003, il a été directeur de l'institut d'études orientales de l'académie des sciences de Russie (aujourd'hui Institut des manuscrits orientaux).